# وارکاووس
وارْکاووُس (به لاتین: Varkaus sub-region) یک ناحیه در فنلاند است که در ساوونیای شمالی واقع شده‌است.

## خصوصیات
این ناحیه ۳۳٬۲۵۹ نفر جمعیت دارد.